# باشگاه فوتبال الهلال
باشگاه فوتبال الهلال عربستان (به عربی: نادی الهلال السعودی لکرة القدم) باشگاه فوتبال ورزشی، حرفه‌ای، فرهنگی و اجتماعی است که در شهر ریاض پایتخت کشور عربستان سعودی قرار دارد. این باشگاه در سال ۱۹۵۷ میلادی تأسیس شد. الهلال با پیروزی در ۷۰ جام داخلی و بین‌المللی پر افتخارترین تیم عربستان و با چهار قهرمانی در لیگ قهرمانان آسیا، پرافتخارترین باشگاه در قاره آسیا است. الهلال در فهرست ۱۰۰ تیم برتر فوتبال جهان در سده بیستم از نظر کسب قهرمانی‌های محلی و قاره‌ای توسط فدراسیون بین‌المللی در رتبه ۳۴ رنکینگ جهانی قرار دارد.
این باشگاه رکورددار گینس برای پیروزی‌های متوالی است.

## تاریخ
باشگاه الهلال عربستان در ۱۶ اکتبر ۱۹۵۷ توسط عبدالرحمن بن سعید به نام باشگاه ورزشی المپیک تأسیس شد. اما این نام دوام نیافت و نام این باشگاه بعد از یک سال و دو ماه پس از تأسیس در ۳ دسامبر ۱۹۵۸ به باشگاه فوتبال الهلال عربستان سعودی تغییر کرد. نامگذاری الهلال در نتیجه مسابقه‌ای با حضور پادشاه سعود در سال ۱۹۵۸ صورت گرفت که امیر کویت در دیداری ویژه از پادشاه سعود به ریاض آمد. او از روسای باشگاه‌های بزرگ ریاض درخواست کرد تا یک بازی دوستانه فوتبال بین بازیکنان مختلط تیم‌های المپیک، الشباب، الکوکب و الریاض برگزار کنند. المپیک و الشباب مقابل الکوکب و الریاض بازی کردند. هنگامی که گوینده یک گل برای المپیک و الشباب پخش کرد، نام المپیک را به زبان آورد. اما ملک سعود آن را دوست نداشت زیرا یک نام خارجی بود. ملک سعود به ابن سعید گفته که نام این تیم را به عربی تغییر دهد. عبدالرحمن بن سعید به ملک سعود گفت سه نام بنام الیمامه، الوحده و الهلال را دارم که ملک سعود نام الهلال را بهترین اسم دانست. به همین هواداران الهلال آن را باشگاه سلطنتی می‌نامند.
چند سال پس از تشکیل این تیم، الهلال توانست با کسب اولین قهرمانی رسمی در جام پادشاهی عربستان سال ۱۹۶۱ اثر خود را به جای بگذارد. این اولین افتخار بود که باشگاه الهلال را به عنوان رهبر تمامی باشگاه‌های عربستانی معرفی شد. این تیم در سال ۱۹۶۴ پس از پیروزی در ضربات پنالتی مقابل الاتحاد، جام پادشاهی عربستان را به دست آورد. با شروع واقعی لیگ عربستان در فصل ۷۷–۱۹۷۶، الهلال با کسب ۲۰ امتیاز اولین عنوان قهرمانی خود را در لیگ کسب کرد.

## هماوردان

### ال کلاسیکو عربستان سعودی
ال کلاسیکو عربستان سعودی، یک هماوردی تاریخی فوتبال عربستان سعودی، بین باشگاه‌های الهلال و الاتحاد است. این رقابت نماینده دو شهر بزرگ عربستان سعودی یعنی پایتخت ریاض و جده است. این دو باشگاه در سطح محلی و قاره‌ای موفق به کسب چندین جام شده‌اند. الاتحاد قدیمی‌ترین باشگاه ورزشی عربستان است و به عنوان باشگاه مردمی شناخته می‌شود. باشگاه الهلال نماینده فرهنگ پایتخت است و هواداران به الهلال لقب رهبر دادند. نام ال کلاسیکو با اشاره به رقابت فوتبال اسپانیا انتخاب شده است. این دو تیم هر سال دو بار در لیگ به دیدار هم می‌روند و ممکن است در جام پادشاهی عربستان، سوپرجام عربستان و لیگ قهرمانان آسیا نیز به مصاف یکدیگر بروند. این رقابت برجسته‌ترین و پرطرفدارترین بازی در فوتبال عربستان سعودی محسوب می‌شود.
نخستین دیدار دو تیم در ۲۷ ژوئیه ۱۹۶۲ در یک بازی دوستانه در پایتخت ریاض برگزار شد و با پیروزی ۰–۲ الاتحاد به پایان رسید. اولین دیدار رسمی دو تیم در ۱۰ ژانویه ۱۹۶۴ در فینال جام پادشاهی عربستان بود که با پیروزی ۰–۳ الاتحاد به پایان رسید.
الهلال، بیشترین تعداد برد را در دیدارهای رسمی دو تیم به خود اختصاص داده است. دو تیم در ۱۴۸ بازی رسمی به دیدار هم رفتند که الهلال در ۶۳ بازی و الاتحاد در ۵۰ بازی پیروز شدند و در ۳۵ بازی تساوی به دست آمده است.

### دربی ریاض
دربی ریاض یا دربی پایتخت، دربی فوتبال بین دو تیم شهر ریاض واقع در منطقه نجد است و به‌طور ویژه بین الهلال و النصر برگزاری می‌شود که یکی از دربی‌های بزرگ آسیا است. این دربی در لیگ حرفه‌ای عربستان و جام پادشاهی و سوپرجام برگزار می‌شود.

### دربی عربستان سعودی
دربی عربستان سعودی، دربی بین الهلال و الاهلی است که در کنار ال کلاسیکو عربستان سعودی و دربی ریاض، یکی از معروف‌ترین دربی‌های فوتبال عربستان سعودی است. این دربی دو بار در سال به عنوان بخشی از لیگ حرفه‌ای عربستان و گاهی به عنوان بخشی از مسابقات دیگر مانند جام پادشاهی و سوپرجام برگزار می‌شود.

## افتخارات

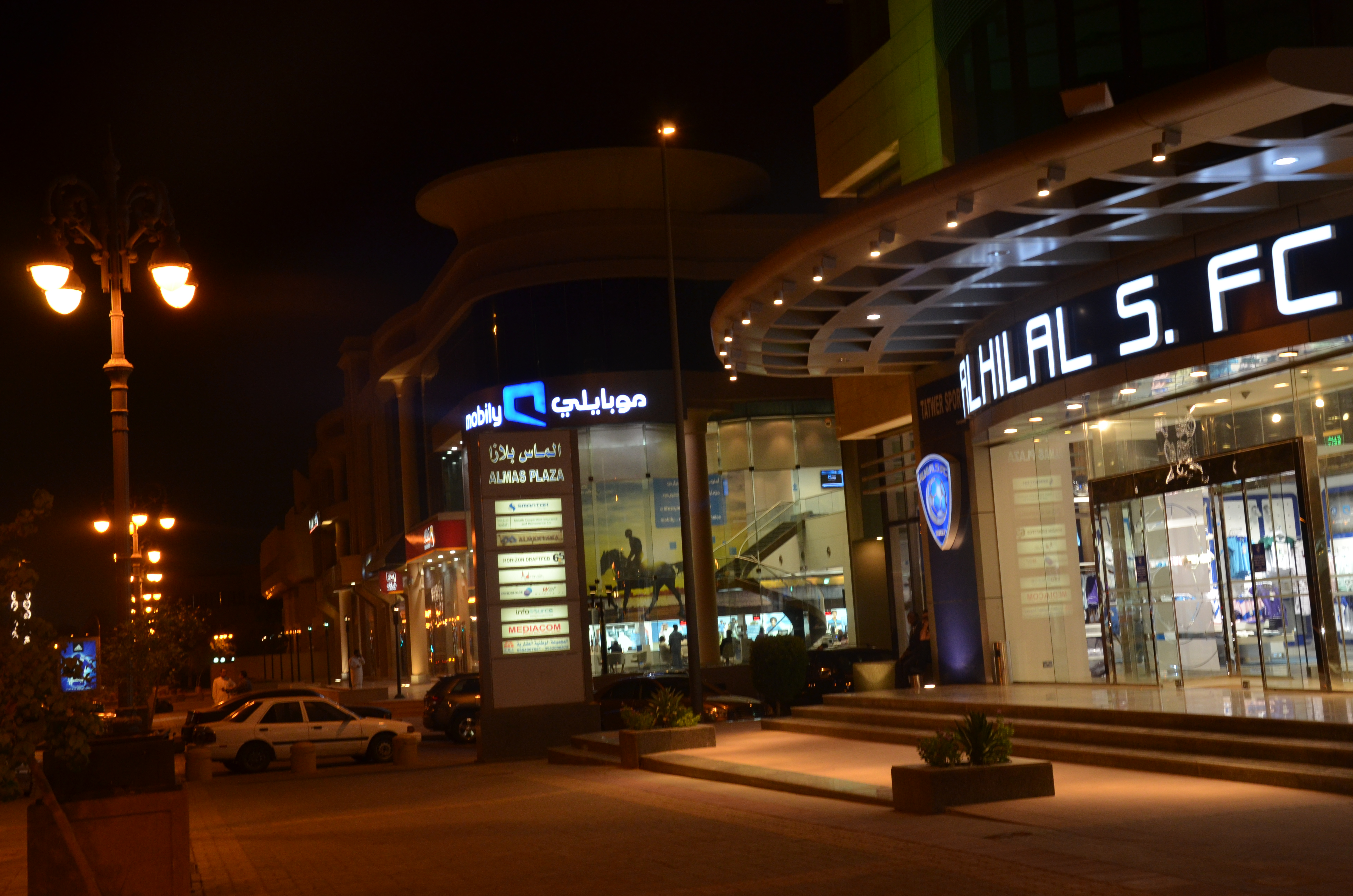
فروشگاه باشگاه الهلال در ریاض

باشگاه الهلال با ۷۰ جام قهرمانی پرافتخارترین باشگاه ورزشی کشور عربستان است. الهلال در لیگ قهرمانان آسیا به عنوان پرافتخارترین باشگاه این مسابقات شناخته می‌شود. الهلال با ۹ فینال (۴ قهرمانی، ۵ نایب‌قهرمانی) در ادوار لیگ قهرمانان آسیا رکوردار رسیدن به فینال این رقابت‌ها هست.<ref dir="ltr">{{یادکرد وب|فدراسیون بین‌المللی تاریخ و آمار فوتبال باشگاه الهلال عربستان را برترین تیم آسیا در سده بیستم اعلام کرده است. همچنین این باشگاه به همراه باشگاه فوتبال اوراوا رد دایموندز ژاپن و پوهانگ استیلرز کره جنوبی جزء باشگاه‌های برتر و پرافتخار تاریخ قاره آسیا است. 
نواف التمیاط، یاسر القحطانی، ناصر الشمرانی و سالم الدوسری بازیکن فوتبال سال آسیا شده‌اند. مشهورترین بازیکنان این تیم، سامی الجابر، ستاره مشهور تیم ملی عربستان، یوسف الثُنیان، ستاره جوان تکنیکی فوتبال عربستان، و ریوِلینو برزیلی است که طی سال‌های ۱۳۵۷ تا ۱۳۶۰ خورشیدی در این تیم بازی می‌کرد. همچنین کاپیتان و ستاره تیم ملی عربستان سالم الدوسری یکی از چهره‌های محبوب این تیم به‌شمار می‌آید.
لقب «زعیم آسیا» به معنی رئیس آسیا به‌دلیل قهرمانی‌های آسیایی این تیم است. این تیم ۱۹ بار قهرمان لیگ حرفه‌ای عربستان، ۹ بار قهرمان جام پادشاهی عربستان، ۱۳ بار قهرمان جام ولیعهدی عربستان، ۷ بار قهرمان جام فدراسیون فوتبال سعودی، ۵ بار قهرمان سوپر جام فوتبال عربستان سعودی، ۱ بار قهرمان جام مؤسس عربستان، ۴ بار قهرمان لیگ قهرمانان آسیا، ۲ بار قهرمان سوپر جام آسیا و ۲ بار قهرمان جام برندگان جام آسیا شده است. این تیم همچنین عنوان‌های دیگری در رقابت‌های آسیایی، آفریقایی و جام باشگاه‌های کشورهای عربی به دست آورده است.
باشگاه الهلال در ژوئن ۲۰۲۴ رکورد گینس برای پیروزی‌های متوالی را از آن خود کرد.

### کشوری
- لیگ حرفه‌ای فوتبال عربستان
  -  قهرمان (۱۹):  ۱۹۷۷, ۱۹۷۹, ۱۹۸۵, ۱۹۸۶, ۱۹۸۸, ۱۹۹۰, ۱۹۹۶, ۱۹۹۸, ۲۰۰۲, ,۲۰۰۵, ۲۰۰۸, ۲۰۱۰, ۲۰۱۱ ,۲۰۱۷ ۲۰۱۸, ۲۰۲۰, ۲۰۲۱, ۲۰۲۲, ۲۰۲۴(رکورد)
  - نایب قهرمان (۱۵):  ۱۹۸۰, ۱۹۸۱, ۱۹۸۳, ۱۹۸۷, ۱۹۹۳, ۱۹۹۵, ۱۹۹۷, ۲۰۰۶, ۲۰۰۷, ۲۰۰۹, ۲۰۱۳, ۲۰۱۴ ,۲۰۱۶, ۲۰۱۹، ۲۰۲۵
- جام پادشاهی عربستان
  -  قهرمان (۱۰):  ۱۹۶۱, ۱۹۶۴, ۱۹۸۰, ۱۹۸۲, ۱۹۸۴, ۱۹۸۹, ۲۰۱۵, ۲۰۱۷, ۲۰۱۹–۲۰، ۲۰۲۳
  -  نایب قهرمان (۷):  ۱۹۶۳, ۱۹۶۸, ۱۹۷۷, ۱۹۸۱, ۱۹۸۵, ۱۹۸۷, ۲۰۱۰
- جام ولیعهد سعودی
  -  قهرمان (۱۳):  ۱۹۶۴, ۱۹۹۵, ۲۰۰۰, ۲۰۰۳, ۲۰۰۵, ۲۰۰۶, ۲۰۰۸, ۲۰۰۹, ۲۰۱۰, ۲۰۱۱, ۲۰۱۲, ۲۰۱۳ ,۲۰۱۶ (رکورد)
  -  نایب قهرمان (۴):  ۱۹۵۷, ۱۹۹۸, ۲۰۱۴ ,۲۰۱۵
- سوپر جام فوتبال عربستان سعودی
  -  قهرمان (۵) : ۲۰۱۵, ۲۰۱۸, ۲۰۲۱، ۲۰۲۳، ۲۰۲۴،(رکورد)
  -  نایب قهرمان (۲): ۲۰۱۶, ۲۰۲۰
- جام فدراسیون عربستان
  -  قهرمان (۷) : ۱۹۸۷, ۱۹۹۰, ۱۹۹۳, ۱۹۹۶, ۲۰۰۰, ۲۰۰۵, ۲۰۰۶ (رکورد)
  -  نایب قهرمان (۵):  ۱۹۸۶, ۲۰۰۲, ۲۰۰۳, ۲۰۰۸, ۲۰۱۰
- جام مؤسس عربستان
  -  (۱) : ۲۰۰۰

### آسیا
- لیگ قهرمانان آسیا
  -  قهرمان (۴) :۲۰۲۱, ۲۰۱۹, ۲۰۰۰, ۱۹۹۱(رکورد)
  -  نایب قهرمان (۵):  ۱۹۸۶٬۱۹۸۷٬۲۰۱۴٬۲۰۱۷٬۲۰۲۲'(رکورد)
- سوپرجام آسیا
  -  قهرمان (۲) : ۱۹۹۷, ۲۰۰۰(رکورد مشترک)
  -  نایب قهرمان (۱) : ۲۰۰۲'(رکورد مشترک)
- جام برندگان جام آسیا
  -  قهرمان (۲): ۱۹۹۷, ۲۰۰۲(رکورد مشترک)
- جام باشگاه‌های جهان
- مقام دوم (۱): ۲۰۲۳
- مقام سوم (۱): ۲۰۲۱
- مقام چهارم (۱): ۲۰۱۹
- جام باشگاهی افریقا-آسیا
  -  نایب قهرمان (۱): ۱۹۹۲

### منطقه‌ای
- جام قهرمانان باشگاه‌های عربی
  - قهرمان: ۱۹۹۵ ,۱۹۹۴
  - نایب‌قهرمان: ۱۹–۲۰۱۸ ,۱۹۸۹
- جام برندگان جام عرب
  - قهرمان: ۲۰۰۰
- سوپر جام عرب
  - قهرمان: ۲۰۰۱
  - نایب‌قهرمان: ۱۹۹۵ ,۱۹۹۲
- جام قهرمانان باشگاه‌های خلیج فارس
- قهرمان: ۱۹۹۸ ,۱۹۸۶
- نایب‌قهرمان: ۲۰۰۰ ,۱۹۹۲ ,۱۹۸۷

### دیگر جام‌ها
- سوپر جام مصر–سعودی (جام شاه عربستان سعودی)
  - قهرمان: ۲۰۰۱
- سوپر جام مصر–سعودی (جام ریاست جمهوری مصر)
  - نایب‌قهرمان: ۲۰۱۸

## بازیکن برجسته
- سامی الجابر
- عبدالله زبرماوی
- عبدالله جمعان الدوساری
- یاسر القحطانی
- نواف التمیاط
- محمد الدعیع
- ژائو پینتو
- عمر الغامدی
- کریستین ویلهمسون
- ناصر الشمرانی
- جوناتان سوریانو
- سباستین جووینکو
- عمر خربین
- مایکل دلگادو
- ادیون ایگالو
- بافتیمبی گومیس
- روبن نوس
- آندره کاریو
- موسی مارگا
- متیوس پریرا
- گوستاوو کوئیار
- جانگ هیون سو
- روبن نوس
- کالیدو کولیبالی
- سرگی میلینکویچ-ساویچ
- مالکوم
- نیمار
- یاسین بونو
- الکساندر میتروویچ
- رنان لودی
- ژوآو کانسلو
- مارکوس لئوناردو

## بازیکنان فعلی
| شماره |               | پست   | بازیکن            |
| ----- | ------------- | ----- | ----------------- |
| ۳     | سنگال         | مدافع | کالیدو کولیبالی   |
| ۴     | عربستان سعودی | هافبک | خلیفه الدوسری     |
| ۵     | عربستان سعودی | مدافع | علی ال بلیهی      |
| ۶     | عربستان سعودی | مدافع | رنان لودی         |
| ۸     | پرتغال        | هافبک | روبن نوس          |
| ۹     | صربستان       | مهاجم | الکساندر میتروویچ |
| ۱۱    | برزیل         | مهاجم | مارکوس لئوناردو   |
| ۳۶    | عربستان سعودی | مدافع | یاسر الشهرانی     |
| ۱۴    | عربستان سعودی | مدافع | عبدالله الحمدان   |
| ۱۶    | عربستان سعودی | هافبک | ناصر الدوسری      |
| ۲۰    | عربستان سعودی | مدافع | ژوآو کانسلو       |

| شماره |               | پست       | بازیکن               |
| ----- | ------------- | --------- | -------------------- |
| ۲۱    | عربستان سعودی | دروازه‌بان | محمد العویس          |
| ۲۲    | صربستان       | هافبک     | سرگی میلینکویچ-ساویچ |
| ۲۸    | عربستان سعودی | هافبک     | محمد کنو             |
| ۲۹    | عربستان سعودی | هافبک     | سالم الدوسری         |
| ۳۱    | عربستان سعودی | دروازه‌بان | حبیب الوطیان         |
| ۳۲    | عربستان سعودی | مدافع     | متعب المفرج          |
| ۳۷    | مراکش         | دروازه‌بان | یاسین بونو           |
| ۴۰    | عربستان سعودی | دروازه‌بان | احمد ابورسن          |
| ۴۳    | عربستان سعودی | هافبک     | مصعب الجویر          |
| ۴۹    | عربستان سعودی | مهاجم     | عبدالله ردیف         |
| ۵۶    | عربستان سعودی | هافبک     | محمد القحطانی        |
| ۶۷    | عربستان سعودی | مدافع     | محمد الخیبری         |
| ۷۷    | برزیل         | مهاجم     | مالکوم               |
| ۸۷    | عربستان سعودی | مدافع     | حسان تمبکتی          |
| ۸۸    | عربستان سعودی | مدافع     | حمد الیمی            |